# Bazoilles-et-Ménil
Bazoilles-et-Ménil är en kommun i departementet Vosges i regionen Grand Est (tidigare regionen Lorraine) i nordöstra Frankrike. Kommunen ligger i kantonen Vittel som tillhör arrondissementet Neufchâteau. År 2022 hade Bazoilles-et-Ménil 115 invånare.

## Befolkningsutveckling
Antalet invånare i kommunen Bazoilles-et-Ménil
| Referens: INSEE |